# Ronald Darby
Ronald Darby (geboren am 2. Januar 1994 in Oxon Hill, Maryland) ist ein ehemaliger US-amerikanischer American-Football-Spieler auf der Position des Cornerbacks. Er spielte College Football für die Florida State University und war in der NFL für die Buffalo Bills, die Philadelphia Eagles, das Washington Football Team, die Denver Broncos, die Baltimore Ravens und die Jacksonville Jaguars aktiv. Mit den Philadelphia Eagles gewann Darby den Super Bowl LII.

## Frühe Jahre und College
Darby besucht die Potomac High School in seiner Heimatstadt Oxon Hill, Maryland. Dort spielte er Football als Cornerback, Runningback und Return Specialist. Zudem war er als Leichtathlet erfolgreich. Darby nahm an den Leichtathletik-Jugendweltmeisterschaften 2011 im französischen Lille teil und gewann Gold mit der Sprint-Staffel sowie Bronze über 200 m. Er wurde 2011 als Gatorade State Track & Field Athlete of the Year in Maryland ausgezeichnet.
Ab 2012 ging Darby auf die Florida State University, um College Football als Cornerback für die Florida State Seminoles zu spielen. Als Freshman war er vorwiegend Ersatzspieler hinter Xavier Rhodes und Nick Waisome. Er konnte acht gegnerische Pässe verhindern und wurde daher als ACC Defensive Rookie of the Year ausgezeichnet. In den folgenden beiden Jahren war Darby Stammspieler. In der Saison 2013 gewann er mit den Seminoles das BCS National Championship Game. Insgesamt lief Darby in 42 Spielen für Florida State auf, in denen 16 Pässe verhinderte und 79 Tackles setzte.
Nach der Saison 2014 gab Darby seine Anmeldung für den NFL Draft bekannt.

## NFL
Darby wurde im NFL Draft 2015 in der zweiten Runde an 50. Stelle von den Buffalo Bills ausgewählt. Durch den verletzungsbedingten Ausfall von Leodis McKelvin war er ab dem ersten Spieltag seiner Rookiesaison Starter. In seinen ersten drei Spielen gelangen Darby zwei Interceptions und zehn verteidigte Pässe, wofür er als NFL Defensive Rookie of the Month ausgezeichnet wurde. Insgesamt konnte Darby als Rookie 21 Pässe abwehren. Wegen einer Leistenverletzung verpasste er den 16. Spieltag und musste am 17. Spieltag vorzeitig das Feld verlassen. In der Saison 2016 konnte Darby zwölf Pässe verteidigen.
Im August 2017 gaben die Bills Darby im Austausch gegen Wide Receiver Jordan Matthews und einen Drittrundenpick an die Philadelphia Eagles ab. Bei den Eagles war er als Stammspieler eingeplant. In der ersten Hälfte des ersten Spiels der Regular Season verletzte Darby sich am Knöchel und fiel daher für acht Spiele aus. Ab dem 11. Spieltag war er wieder einsatzbereit und fing in den verbleibenden Spielen drei Interceptions. Er zog mit den Eagles in den Super Bowl LII ein, den sie gegen die New England Patriots gewannen. In der Saison 2018 konnte Darby in neun Spielen zwölf Pässe verteidigen und eine Interception erzielen. Am 10. Spieltag riss er sich gegen die Dallas Cowboys das Kreuzband und verpasste den Rest der Saison. Im März 2019 verlängerte Darby seinen Vertrag in Philadelphia für 8,5 Millionen Dollar um ein Jahr, nachdem er zuvor bereits die Kansas City Chiefs besucht hatte. In der Spielzeit 2019 kam er in elf Partien zum Einsatz, wegen einer Hüftverletzung musste er fünf Spiele lang aussetzen. Ihm gelangen zwei Interceptions und elf verteidigte Pässe. Während seiner Zeit in Philadelphia verpasste Darby insgesamt 20 von 48 Spielen der Regular Season verletzungsbedingt.
Nach dem Auslaufen seines Vertrag in Philadelphia einigte Darby sich mit dem Washington Football Team, das zu diesem Zeitpunkt noch unter dem Namen Washington Redskins firmierte, auf einen Einjahresvertrag im Wert von 3,5 Millionen Dollar. Er war in allen 16 Spielen Starter und konnte 16 Pässe abwehren, was viertbester Wert in der Liga war.
Im März 2021 unterschrieb Darby einen Dreijahresvertrag über 30 Millionen Dollar bei den Denver Broncos. Beim ersten Spiel gegen die New York Giants, das die Broncos mit 27:13 gewannen, verletzte er sich am Oberschenkel und wurde daraufhin auf die Injured Reserve List gesetzt, von der er vor dem fünften Spieltag wieder aktiviert wurde. Wegen einer Schulterverletzung verpasste er die letzten beiden Partien der Saison ebenfalls. Bei elf Einsätzen erzielte Darby 53 Tackles und verhinderte sechs Pässe. Am fünften Spieltag der Saison 2022 zog Darby sich beim Thursday-Night-Game gegen die Indianapolis Colts einen Kreuzbandriss zu und fiel daher für den Rest der Saison aus. Am 14. März 2023 entließen die Broncos Darby.
Am 17. August 2023 nahmen die Baltimore Ravens Darby für ein Jahr unter Vertrag. Dort war er in sieben von 16 Spielen, in denen er auf dem Feld stand, Starter. Im März 2024 schloss Darby sich den Jacksonville Jaguars an. Er kam in 13 Spielen zum Einsatz, davon zwölfmal als Starter, und verzeichnete 46 Tackles sowie neun abgewehrte Pässe. Nach der Saison wurde Darby im März 2025 entlassen. Daraufhin unterschrieb er einen Vertrag bei den Houston Texans, entschied sich allerdings noch vor Beginn der neuen Saison im Juni 2025 dazu, seine Karriere zu beenden.

### NFL-Statistiken
| Saison                             | Saison | Spiele | Spiele      | Tackles | Tackles | Tackles | Tackles | Interceptions | Interceptions | Interceptions | Interceptions | Interceptions | Fumbles | Fumbles | Fumbles |
| Jahr                               | Team   | Spiele | als Starter | Gesamt  | Solo    | Ast     | Sacks   | PD            | INT           | Yds           | Lng           | TD            | FF      | FR      | TD      |
| ---------------------------------- | ------ | ------ | ----------- | ------- | ------- | ------- | ------- | ------------- | ------------- | ------------- | ------------- | ------------- | ------- | ------- | ------- |
| 2015                               | BUF    | 15     | 15          | 68      | 61      | 7       | 0,0     | 21            | 2             | 48            | 27            | 0             | 0       | 0       | 0       |
| 2016                               | BUF    | 14     | 14          | 69      | 60      | 9       | 0,0     | 12            | 0             | 0             | 0             | 0             | 0       | 0       | 0       |
| 2017                               | PHI    | 8      | 7           | 34      | 30      | 4       | 0,0     | 9             | 3             | 42            | 37            | 0             | 0       | 0       | 0       |
| 2018                               | PHI    | 9      | 9           | 43      | 39      | 4       | 0,0     | 12            | 1             | 16            | 16            | 0             | 0       | 0       | 0       |
| 2019                               | PHI    | 11     | 11          | 37      | 34      | 3       | 0,0     | 11            | 2             | 29            | 16            | 0             | 0       | 0       | 0       |
| 2020                               | WSH    | 16     | 16          | 55      | 43      | 12      | 0,0     | 16            | 0             | 0             | 0             | 0             | 0       | 1       | 0       |
| 2021                               | DEN    | 11     | 11          | 53      | 42      | 11      | 0,0     | 6             | 0             | 0             | 0             | 0             | 0       | 0       | 0       |
| 2022                               | DEN    | 5      | 5           | 14      | 12      | 2       | 0,0     | 3             | 0             | 0             | 0             | 0             | 1       | 0       | 0       |
| 2023                               | BAL    | 16     | 7           | 28      | 24      | 4       | 0,0     | 7             | 0             | 0             | 0             | 0             | 0       | 0       | 0       |
| 2024                               | JAX    | 13     | 12          | 46      | 36      | 10      | 0,0     | 9             | 0             | 0             | 0             | 0             | 0       | 0       | 0       |
| Gesamt                             | Gesamt | 118    | 107         | 447     | 381     | 66      | 0,0     | 106           | 8             | 135           | 37            | 0             | 1       | 1       | 0       |
| Quelle: pro-football-reference.com |        |        |             |         |         |         |         |               |               |               |               |               |         |         |         |